# Eberhard Rotter

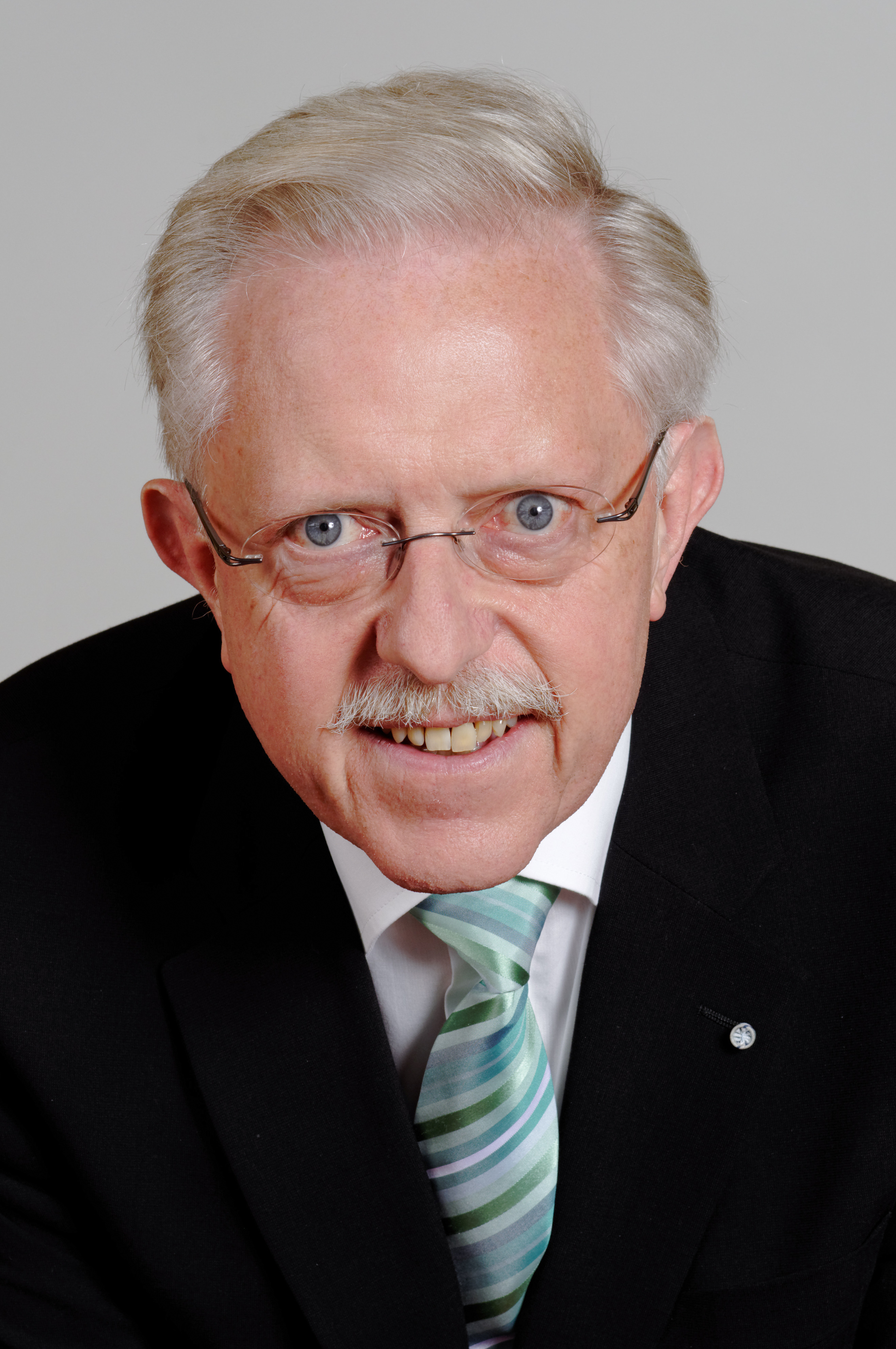
Eberhard Rotter (2012)

Eberhard Rotter (* 31. Juli 1954 in Simmerberg) ist ein ehemaliger Abgeordneter der CSU im Bayerischen Landtag für den Stimmkreis Lindau-Sonthofen.

## Biografie
Nachdem Rotter 1974 sein Abitur am Gymnasium in Lindenberg im Allgäu ablegte, studierte er Rechtswissenschaften an der Universität Augsburg. 1981 bestand er das zweite juristische Staatsexamen und ist seither als Rechtsanwalt in Lindenberg tätig.
1973 trat er in die Junge Union (JU) und die CSU ein. Von 1979 bis 1987 fungierte er als Vorsitzender des JU-Kreisverbandes Lindau, seit 1987 ist er Kreisvorsitzender der Lindauer CSU. Von 1982 bis 2002 war er Mitglied im Gemeinderat von Weiler-Simmerberg und dort Vorsitzender der CSU-Fraktion.
Seit 1983 ist er Mitglied des Kreistages des Landkreises Lindau (Bodensee).
Im Oktober 1990 wurde er als Abgeordneter in den Bayerischen Landtag gewählt. Er war dort früher im Ausschuss für kulturpolitische Fragen und für Bundes- und Europaangelegenheiten. Ab 1994 war er Mitglied des Ausschusses für Wirtschaft, Infrastruktur, Verkehr und Technologie, dort unter anderem zuständig für Schienenverkehr, ÖPNV, Baurechtsfragen und die freien Berufe. Bei der CSU ist er Leiter der Arbeitsgruppe Wohnungs- und Städtebau (seit Mai 2002), stellvertretender Vorsitzender des Arbeitskreises Wirtschaft und Verkehr, sowie wohnungs- und verkehrspolitischer Sprecher der Landtagsfraktion. Er war zudem Mitglied im Medienrat. Im April 2017 erklärte er, bei der Landtagswahl 2018 aus Altersgründen nicht mehr zu kandidieren.
Rotter ist in seinem Stimmkreis Lindau, Sonthofen unter anderem Mitglied der Parlamentarier-Kommission Bodensee, Mitglied der örtlichen Kolpingsfamilie, bei PRO BAHN, im Westallgäuer Heimatverein und anderen Vereinen, Lektor in der Pfarrei St. Blasius in Weiler, nebenamtlicher Lehrer an der Fachschule für Altenpflege des Bayerischen Roten Kreuzes in Lindau (1982 bis 2003), sowie Mitglied des Aufsichtsrates der Gemeinnützigen Kreiswohnungsbau-GmbH in Lindau.
Er ist römisch-katholischen Bekenntnisses, verheiratet und hat zwei Kinder. Am 9. Juli 2009 wurde er mit dem Bayerischen Verdienstorden ausgezeichnet.